# MINECRAFT麥塊電影
《MINECRAFT麥塊電影》（英語：A Minecraft Movie）是一部於2025年上映的美國奇幻冒險喜劇電影，改編自Mojang Studios的電子遊戲《Minecraft》。電影由传奇影业、和眩暈娛樂製作，華納兄弟影業發行，傑瑞德·海斯執導，克里斯·鮑曼（Chris Bowman）、哈貝爾·帕爾默、尼爾·維德納（Neil Widener）、蓋文·詹姆斯（Gavin James）及克里斯·伽勒塔編寫劇本。傑克·布萊克在片中飾演史蒂夫，與傑森·摩莫亞共同擔任主演；其他演員包括愛瑪·梅耶斯、丹妮爾·布魯克斯、賽巴斯汀·尤金·漢森（Sebastian Eugene Hansen）和詹妮佛·库里奇。
《MINECRAFT麥塊電影》電影改編計畫始於2014年2月，當時馬庫斯·佩爾松透露正在與華納兄弟洽談開發該項目，並由羅伊·李和吉爾·梅賽克擔任製片人。包括薛恩·李維和羅布·麥克亨尼在內的幾位電影人最初被聘來擔任導演，並找上了幾位編劇，如基蘭和蜜雪兒·莫羅尼（Michele Mulroney）、傑森·福克斯、亞倫與亞當·尼。彼得·梭勒特2019年受聘擔任編導，艾莉森·施羅德擔任聯合編劇，但兩人均於2022年離開該項目，海斯受聘為新導演，摩莫亞正洽談擔任主演。2023年5月至2024年1月進行了下一波選角。電影2024年1月中旬在紐西蘭展開主要拍攝。
《MINECRAFT麥塊電影》2025年4月4日在美國院線上映。本片在影評界口碑褒貶不一，但在觀眾間成為熱門，使全球票房達9.5億美元，商業表現成功。

## 剧情
史蒂夫是一名经济状况不佳的门把手推销员，为实现童年夙愿，他闯入一座废弃矿井，并在其中意外发现了“统御宝珠”与“大地水晶”。他研究后发现，这两件物品结合能够生成一道传送门，将他传送至“主世界”——一个由易于操控的立方体构成的异世界。史蒂夫在主世界建造了自己的理想家园，其后偶然发现了一个通往名为“下界”的地狱般世界的传送门。在下界，他遭到了玛尔戈莎的囚禁。玛尔戈莎是下界的统治者，一位痴迷黄金、极度压制创造力的猪灵。由于统御宝珠能赋予玛尔戈莎控制主世界的力量，史蒂夫设法让其宠物狗丹尼斯携带宝珠与水晶逃脱，并将它们藏匿于现实世界中史蒂夫本人的床下。
一段时间后，在爱达荷州的查格拉斯市，前1980年代的电子游戏冠军加勒特·“垃圾佬”·加里森正经营着一家濒临倒闭的电子游戏商店。为筹集资金，他前往一处仓储拍卖会寻觅可供出售的物品，并最终成功购得了史蒂夫旧居的全部遗留物。在整理这些物品时，他原本期望能找到一台雅达利Cosmos游戏机，但意外发现了史蒂夫的私人物品，其中包括统御宝珠与大地水晶。
与此同时，亨利与娜塔莉兄妹二人在其母亲去世后迁居至查格拉斯。他们结识了当地的房地产经纪人唐恩，后者亦经营着一座移动宠物乐园。亨利在入学首日便遭遇麻烦：他研制的实验性喷气背包遭人暗中破坏，导致设备失控并损坏了附近的一家薯片工厂。为避免被学校开除，亨利支付费用，雇请加勒特冒充其叔父。加勒特随后将亨利带至自己的电子游戏商店。在那里，亨利发现了统御宝珠与大地水晶，并将二者组合，意外激活了传送机制，使得两人被传送至史蒂夫先前发现的矿井。娜塔莉因亨利失踪而联系唐恩求助，唐恩通过娜塔莉的手机成功定位到亨利的位置。当四人重聚时，他们均被吸入传送门，抵达了主世界。玛尔戈莎侦测到统御宝珠的重现，随即从下界的监牢中释放了史蒂夫，胁迫他前去夺回宝珠，并声称丹尼斯已在其控制之下，作为人质。
在主世界，众人在夜间与怪物搏斗时，亨利逐渐掌握了操控方块的能力，并成功建造了一座木制堡垒以作防御。然而，在混战中，大地水晶不幸被摧毁。史蒂夫于黎明时分现身，击退了残余的怪物；他告知众人，需要前往林地府邸寻找替代的大地水晶，并决定加入他们的队伍。为进行准备，史蒂夫带领他们前往附近的一座村庄，并向他们演示了物品合成的技巧。此时，觊觎统御宝珠的猪灵对村庄发动了攻击；史蒂夫、加勒特与亨利在激战中惊险逃脱，而娜塔莉与唐恩则与大部队失散，但她们随后与丹尼斯相遇并结为同伴。作为回应，玛尔戈莎派遣了其麾下强大的“巨型疣猪兽”——一只体型异常庞大的猪灵生物——前去追击。
当史蒂夫提及他拥有一处钻石宝藏时，加勒特对此表现出浓厚兴趣，并提出将获取钻石作为交出统御宝珠的附加条件。一行人为此绕道寻获了钻石，但亨利对史蒂夫与加勒特在此过程中漠视娜塔莉安危的行为深感不满。在巨型疣猪兽追至时，他们利用矿车成功逃离，而巨型疣猪兽则在追击过程中被数只爬行者（苦力怕）引爆。抵达林地府邸后，史蒂夫与加勒特负责引开守卫，亨利则乘机成功获取了新的大地水晶以及一颗能够实现短距离传送的末影珍珠。然而，玛尔戈莎随即现身并摧毁了通往府邸的桥梁。在混乱中，史蒂夫与亨利失去了统御宝珠，但加勒特看似在爆炸中牺牲了自己，从而掩护了二人的撤退。史蒂夫与亨利苏醒后，发现自己与唐恩、娜塔莉及丹尼斯一同身处一间蘑菇小屋内。
玛尔戈莎利用统御宝珠极大地增强了下界传送门的能量，导致主世界的阳光被完全遮蔽，并正式向主世界宣战。幸存者们合力制作了大量的武器装备，并组建了一支由铁傀儡构成的军队，以抵抗猪灵的全面入侵，史蒂夫则承担起直接对抗玛尔戈莎的重任。亨利巧妙运用末影珍珠成功夺回了大地水晶，使得阳光重照主世界，这一变化导致玛尔戈莎及其猪灵军队发生了僵尸化。最终，包括在爆炸中幸存的加勒特在内的一行人成功返回查格拉斯。他们在现实世界共同开发了一款名为《方块城市战斗伙伴》的电子游戏，并获得了巨大成功。此后，唐恩开设了自己的动物园，丹尼斯成为园内的明星展出；娜塔莉开始教授自卫防身课程；亨利完成了他喷气背包的最终设计与制造；加勒特则与史蒂夫携手，成功复兴了那家一度濒临倒闭的电子游戏商店。

## 演員
- 傑森·摩莫亞飾演蓋瑞特·「垃圾人」·蓋瑞森（Garrett "The Garbage Man" Garrison）[5][6][7]
- 傑克·布萊克飾演史蒂夫[10]
- 丹妮尔·布鲁克斯飾演譚恩（Dawn）[11]
- 賽巴斯汀·尤金·漢森（Sebastian Eugene Hansen）飾演亨利（Henry）[11]
- 愛瑪·梅耶斯飾演娜塔莉（Natalie）[12]
- 詹妮佛·库里奇飾演副校長瑪琳（Vice Principal Marlene）[13]
- 瑞秋·豪斯（英语：Rachel House）聲演[14]
- 麥特·貝瑞（英语：Matt Berry）聲演傻子村民（Nitwit）[15]
- 杰梅奈·克莱门特飾演戴瑞（Daryl）／ 布魯斯 （Bruce，聲演）[16]
- 傑瑞德·海斯（英语：Jared and Jerusha Hess）聲演瓊古斯將軍（General Chungus）

此外，YouTuber DanTDM、Aphmau、和在拍賣會上客串演出。凱特·麥金儂未掛名客串配音愛麗克絲，艾莉絲·梅·康諾利（Alice May Connolly）則擔任愛麗克絲的形體扮演者，延斯·伯根斯坦在餐廳客串服務生。

## 製作

### 發展
2012年，Mojang Studios收到了好萊塢製片人的邀請，對方有意製作電子遊戲《Minecraft》相關的電視節目；但工作室表示，唯有「正確的想法出現時」，他們才會參與此類專案。兩年後，即2014年2月，一部透過Kickstarter眾籌的粉絲電影被遊戲設計師馬庫斯·佩爾松叫停，理由是該電影未事先取得許可。同月，佩爾松透露，工作室正在與華納兄弟影業洽談開發一部由羅伊·李和吉爾·梅賽克製作的《Minecraft》官方電影。2014年10月，的COO裴武表示電影「處於開發初期」，且是「大預算」製作，可能要等到2018年後才能上映。同月，華納兄弟聘請薛恩·李維執導本片，但他和共同開發電影的編劇基蘭和蜜雪兒·莫羅尼（Michele Mulroney）在12月已離開該項目。
2015年7月，華納兄弟宣布聘請羅布·麥克亨尼執導本片。麥克亨尼表示，之所以被這部電影所吸引，是因遊戲的開放世界性質，打算以此特點來製作電影；華納兄弟最初同意此想法，為此向他提供了1.5億美元的初步預算。2016年，電影開始了前期製作，6月時指定上映日期為2019年5月24日，10月指定傑森·福克斯撰寫劇本，並於11月與史提夫·卡爾簽約來為未知角色配音。麥克亨尼的《Minecraft》電影「逐漸夭折」，他最後因檔期衝突而於2018年8月退出，亞倫與亞當·尼被指派重寫劇本，電影的製作因此被延期。
彼得·梭勒特2019年1月被宣布擔任本片的編導，故事情節與麥克亨尼的版本完全不同。製片人梅賽克於2018年去世，死後被署名為監製。2019年4月，華納兄弟預定電影將於2022年3月4日院線上映。2019年6月，艾莉森·施羅德受聘與梭勒特合作撰寫劇本。2020年10月，COVID-19大流行影響促使華納兄弟調整旗下電影的上映檔期，包括將《Minecraft》電影從計劃上映日期中刪除。
梭勒特決定先執導《重金屬天團》，2022年4月在Netflix獨家發行。同月，《Minecraft》電影的製作宣布將在梭勒特和施羅德缺席的情況下繼續製作，傑瑞德·海斯接手擔任導演，傑森·摩莫亞參與演出。本片也被官方證實為真人製作。另據報導，克里斯·鮑曼（Chris Bowman）和哈貝爾·帕爾默將重寫劇本。 2023年4月上旬，有消息指出電影有望在2025年4月4日上映。

### 選角
2023年5月，麥特·貝里與片方洽談參演本片。11月，丹妮爾·布魯克斯和賽巴斯汀·尤金·漢森（Sebastian Eugene Hansen）加入演出陣容。12月，愛瑪·梅耶斯參演。2024年1月，傑克·布萊克宣布在片中飾演史蒂夫，而詹妮佛·库里奇、凱特·麥金儂和杰梅奈·克莱门特也加入了演出陣容。

### 拍攝
據2023年6月19日的報導，本片預定8月7日在紐西蘭開始主要拍攝，但受到2023年美國演員工會大罷工影響，該攝影工作延至7月。據報導，2023年11月初罷工結束後，拍攝計畫於2024年初開始。隨著布魯克斯和漢森宣布加入演員陣容，拍攝計劃於2023年12月下旬開始。拍攝最終於2024年1月中旬展開，葛蘭特·梅傑被聘來擔任美術指導。

## 發行
《MINECRAFT麥塊電影》2025年4月4日由華納兄弟影業安排在美國院線上映，包含IMAX版本。電影最初計劃2019年5月24日上映，但華納兄弟在2019年4月26日將上映日改為2022年3月4日。 2020年10月6日，華納兄弟因COVID-19疫情影響且為了避免與《蝙蝠俠》直接競爭，將本片從原檔期刪去，然後重新安排成當前的上映日。

### 行銷
2024年9月4日，該電影的首支預告片發布後，引發公眾強烈的分歧反應。《福布斯》的保羅·塔西（Paul Tass）稱其為「幾乎在每個能想像的方面，都令人感到極為恐懼。」《The Verge》則表示，儘管片中有「令人不安的畫面」，但它「看起來像是些愚蠢的家庭樂趣。」《TechRadar》無法決定它是「絕美至極還是噩夢的素材」。
《Minecraft》的創始者馬庫斯·佩爾松在推特上稱讚了這支預告片，並表達道「哇，這種感覺真是奇怪。」預告片中的多個片段和圖片，包括傑克·布萊克宣布「我是史蒂夫」的片段都成為了網絡迷因。

## 迴響

### 票房
《MINECRAFT麥塊電影》在美國和加拿大，與《夏之地獄》同時上映，媒體起初預估，本片於首映週末能從3400家影院獲得6500萬至7000萬美元的票房，也有預估甚至高達8000萬美元。本片週四晚間的預映中賺得1060萬美元，超過了去年的《佛萊迪餐館之五夜驚魂》（1030萬美元），此成績登上電子遊戲改編電影之最，使週末票房預估值升至8000萬至1億美元。上映首日（含預映）賺得5800萬美元後，預估票房再修正為1.35億至1.5億美元。本片首映週末國內總票房達超過1.57億美元，全球總計3.01億美元的票房，該表現超越《超級瑪利歐兄弟電影版》（2023年），至此成為首週末票房最高的電子遊戲改編電影，也成為了2025年票房第三高的電影，僅次於《哪吒之魔童鬧海》和《星際寶貝：史迪奇》。
| 上一届： 《重裝制裁》       | 2025年美國週末票房冠軍 第14-15週  | 下一届： 《罪人》        |
| 上一届： 《重裝制裁》       | 2025年台北週末票房冠軍 第14-16週  | 下一届： 《會計師2》     |
| 上一届： 《贖夢》           | 2025年香港一週票房冠軍 第13-16週  | 下一届： 《雷霆特攻隊*》 |
| 上一届： 《贖夢》           | 2025年香港週末票房冠軍 第14-17週  | 下一届： 《雷霆特攻隊*》 |
| 上一届： 《哪吒之魔童闹海》 | 2025年中国内地一周票房冠军 第13週 | 下一届： 《向阳·花》     |

### 評價
爛番茄根據193條評論，本片獲得48%的新鮮度，觀眾的好評度為80%，平均得分4.1／5。該網站的共識評論：「《MINECRAFT麥塊電影》表面上是頌揚創造力的電影，但實際上是為傑克·布萊克與傑森·摩莫亞提供了色彩繽紛的沙盒，讓他們能在由傳統積木奇妙構建的故事中大玩特玩。」在Metacritic上，本片獲得45分。由影院觀眾評分的CinemaScore則給予本片B+的評價。

### 「雞騎士」TikTok潮流
本片上映時引發了部分觀眾的過激反應及擾亂秩序的行為，尤其是美國和英國的青少年男孩，他們在TikTok上掀起了一股網路熱潮。參與者通常會對片中成為網路迷因的瞬間激動起來，例如當布萊克的角色喊出「雞騎士！」（Chicken jockey!）時，他們會自行發出熱烈的歡呼聲、興奮地上竄下跳、跳舞或扔爆米花。其他熱門的台詞還包括「打火石」（flint and steel）和「我是史蒂夫」（I am Steve），差別在於沒有「雞騎士」那麼火爆。在一段廣為流傳的影片中，觀眾帶了一隻活雞到戲院，隨後被帶走；網友擔心虐待動物，此舉在網路上受到了批評。
人們對這現象的反應不一。部分觀眾不滿諸如此類的這種不當行為，批評「令人煩惱，擾亂秩序」，而幾家連鎖影院也張貼了警告，反對不守規矩的行為。據報導，在某些情況下，警方也被叫來維持秩序，驅逐不從者。凱特·馬爾特比（Kate Maltby）在《觀察家報》上撰文稱，觀眾的此類行為已越界，並指出放映現場留下的爛攤子需要清潔工來收拾。導演傑瑞德·海斯稱這些行徑還算無害且有趣，進一步解釋說，自己和布萊克構思了「雞騎士」場景，認為「如果史蒂夫宣告發生在自己身上的所有事，那怕是顯而易見的事都會以極其激烈的方式表達，這很有趣。」
此現象被媒體拿來與1975年《洛基恐怖秀》放映時的觀眾參與度，以及《小小兵：格魯的崛起》（2022年）引發的潮流做比較。媒體更認為此潮流是本片票房成功的因素之一。

## 備註
1. 1 2  吉爾·梅賽克於2018年2月去世；她死後仍在本片中獲得署名。

## 外部連結
- 麦块电影在中文的介绍 （中文）
- 互联网电影数据库（IMDb）上《MINECRAFT麥塊電影》的资料（英文）
- AllMovie上《MINECRAFT麥塊電影》的资料（英文）
- Metacritic上《MINECRAFT麥塊電影》的資料（英文）
- 爛番茄上《MINECRAFT麥塊電影》的資料（英文）
- Box Office Mojo上《MINECRAFT麥塊電影》的資料（英文）
- 開眼電影網上《MINECRAFT麥塊電影》的資料（繁體中文）
- 豆瓣电影上《MINECRAFT麥塊電影》的資料 （简体中文）
- 时光网上《MINECRAFT麥塊電影》的資料（简体中文）